# ویلیام جیمز کرو
ویلیام جیمز کرو (انگلیسی: William J. Crowe; ۲ ژانویهٔ ۱۹۲۵ – ۱۸ اکتبر ۲۰۰۷) دیپلمات و ادمیرال نیروی دریایی ایالات متحده آمریکا بود، که در فاصله سال‌های ۱۹۸۵ تا ۱۹۸۹ به‌عنوان یازدهمین رئیس ستاد مشترک نیروهای مسلح ایالات متحده آمریکا فعالیت می‌کرد. او از ۱۹۹۴ تا ۱۹۹۷ سفیر ایالات متحده آمریکا در بریتانیا بود.
کرو فعالیت نظامی را از سال ۱۹۴۷ در نیروی دریایی آمریکا آغاز کرد، از ۱۹۶۰ تا ۱۹۶۲ فرماندهی زیردریایی کوسه را برعهده داشت، از ۱۹۶۹ تا ۱۹۷۰ فرمانده لشکر ۳۱ زیردریایی بود، از ۱۹۷۶ تا ۱۹۷۷ فرماندهی مرکزی نیروی دریایی ایالات متحده آمریکا را برعهده داشت و از ۱۹۷۷ تا ۱۹۸۰ به‌عنوان معاون برنامه‌ها، سیاست‌ها و عملیات فرمانده نیروی دریایی آمریکا فعالیت می‌کرد. او از ۱۹۸۰ تا ۱۹۸۳ فرمانده نیروهای متفقین جنوب اروپا بود، از ۱۹۸۳ تا ۱۹۸۴ به‌عنوان فرمانده نیروهای دریایی ایالات متحده اروپا و آفریقا فعالیت می‌کرد و از ۱۹۸۴ تا ۱۹۸۵ فرماندهی اقیانوس هند-آرام ایالات متحده آمریکا را برعهده داشت.
وی در سال ۱۹۸۹ پس از ۴۲ خدمت، از نیروهای مسلح آمریکا بازنشسته شد. کرو از ۱۹۹۳ تا ۱۹۹۴ رئیس هیئت مشاوران اطلاعاتی رئیس‌جمهور بود و با حفظ سمت ریاست هیئت نظارت بر اطلاعات را نیز برعهده داشت. او سابقه عضویت در هیئت مدیره شرکت‌های فایزر، تکزاکو، مریل لینچ، نورفولک ساترن، جنرال داینامیکس و امرجنت را داشت.